# پل هوگان
پل هوگان (انگلیسی: Paul Hogan؛ زاده ۸ اکتبر ۱۹۳۹) یک هنرپیشه اهل استرالیا است. وی از سال ۱۹۷۱ میلادی تاکنون مشغول فعالیت بوده‌است.
او در فیلم‌های داندی کروکودیل، داندی کروکودیل ۲، داندی کروکودیل ۳ و بسیار عالی آقای داندی بازی کرده‌است.